# Induktionshärten
Induktionshärten bringt vor allem kompliziert geformte Werkstücke lediglich in bestimmten Bereichen auf erforderliche Härtetemperatur (partielles Härten), um sie anschließend abzuschrecken. Wenn die Wärme schnell genug in den Rest des noch kalten Werkstücks abfließen kann, ist kein Abschrecken nötig. Bevorzugt Vergütungsstähle erreichen Härtewerte, die konventionellem Härten nahekommen. In Sachen Genauigkeit, Steuerbarkeit und Zugänglichkeit wird das Induktionshärten nur durch das Laser- und Elektronenstrahlhärten übertroffen.
Induktivhärten wird vorwiegend in der Werkzeugherstellung verwendet. Beispielsweise wird bei Zangen nur die Schneide induktiv gehärtet, da sie eine höhere Härte benötigt als das komplette Werkzeug.
Elektromagnetische Induktion: Bewegt man einen elektrischen Leiter so durch ein ruhendes magnetisches Feld, dass der Leiter die Feldlinien schneidet, so wird im Leiter eine elektrische Spannung induziert. Oder: Ändert sich das Magnetfeld um den elektrischen Leiter, so wird ebenfalls im Leiter eine elektrische Spannung induziert. Des Weiteren tritt dieses Phänomen bei Wechselspannung auf, da diese ihre Stromstärke und Richtung periodisch ändert. Dies resultiert in einem periodisch schwankenden Magnetfeld, welches somit eine Elektromagnetische Induktion verursacht.
Um das Werkstück herum befindet sich eine Spule aus Kupfer (Induktor) und eine Wasserdüse, durch die unter hohem Druck Kühlwasser läuft. Wird am Induktor eine Wechselspannung angelegt, so werden im Werkstück Wirbelströme induziert und das Werkstück wird bei ausreichender Intensität erhitzt. Die Eindringtiefe der Induktion hängt von der Frequenz der Wechselspannung ab: Je hochfrequenter die Spannung, umso geringer die Eindringtiefe und somit auch die Einhärtetiefe (Skineffekt). Der Grad der Erwärmung kann über die Stromstärke in der Spule und über die Dauer der Stromzufuhr beeinflusst werden. Um die Prozesszeiten möglichst gering zu halten und damit sich das Werkstück nicht durch Wärmeleitung vollständig erhitzt, ist die Dauer der Stromzufuhr sehr kurz (maximal wenige Sekunden).